# Teo Martín Motorsport
Teo Martín Motorsport es una escudería de automovilismo española propiedad de Teo Martín, que actualmente compite en el Súper Campeonato de España de Rally, en el WRC 2 y en  Moto2, tras haber participado en los últimos años en el Campeonato de España de F4, el Campeonato de España de Turismos y la Eurofórmula Open. Tiene su sede en el polígono industrial Ventorro del Cano en Alcorcón, que alberga también la colección de coches de Teo Martín.

## Historia

### Inicios
Tras unos años compitiendo en rallyes nacionales, Teo Martín decide dejarlo en 1987 para fundar al año siguiente el Teo Martín Automóviles, escudería con la que participaría hasta el año 1996 en el Campeonato de España de Turismos. Allí consiguió varios logros, como por ejemplo ganar el campeonato de 1992 con 'Kuru' Villacieros, o conseguir los subcampeonatos de 1994 y 1996.

### Vuelta a la competición: éxito en GTs, fracaso en monoplazas

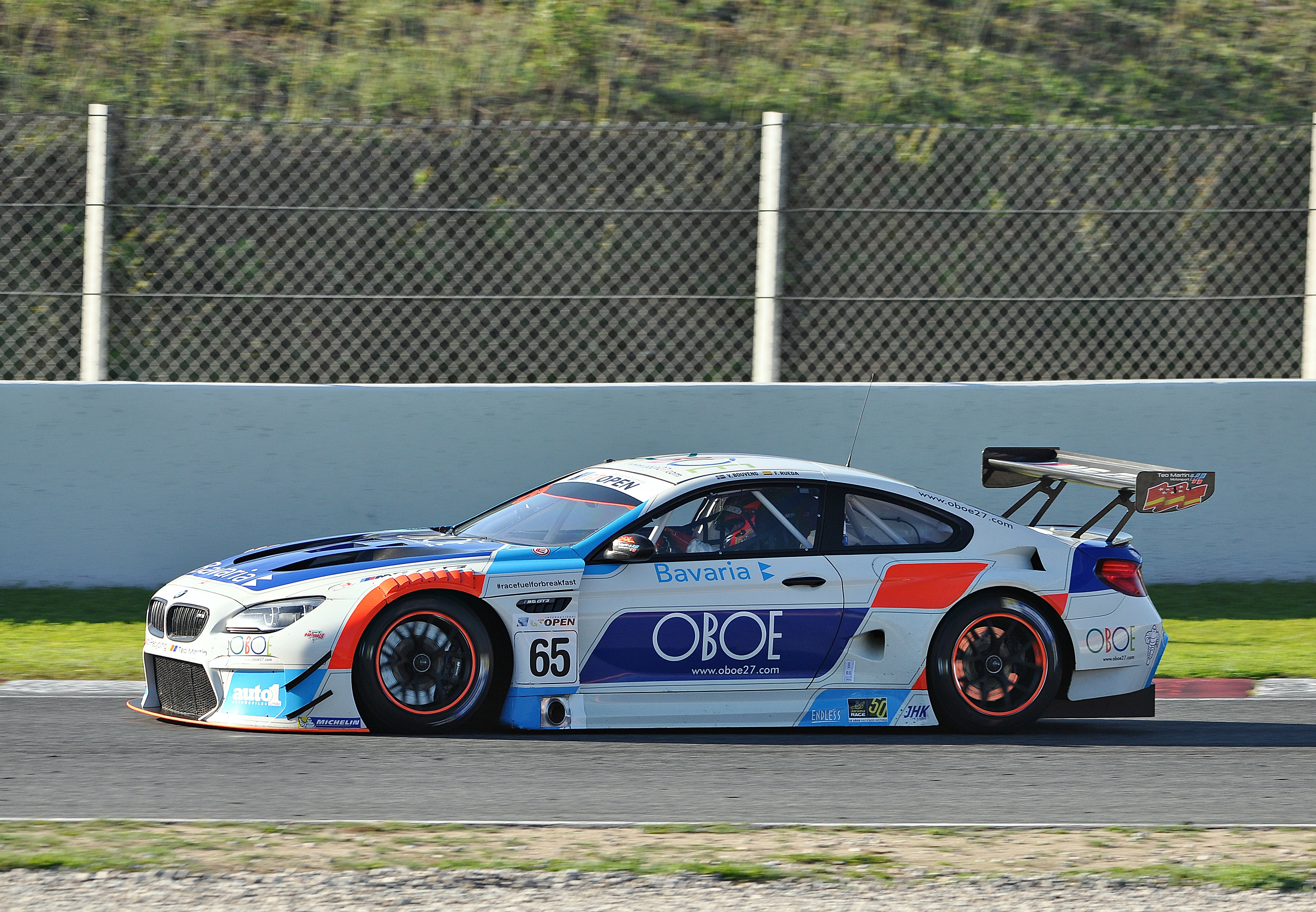
El BMW M6 GT3 de Rueda y Bouveng en Montmeló (2017)

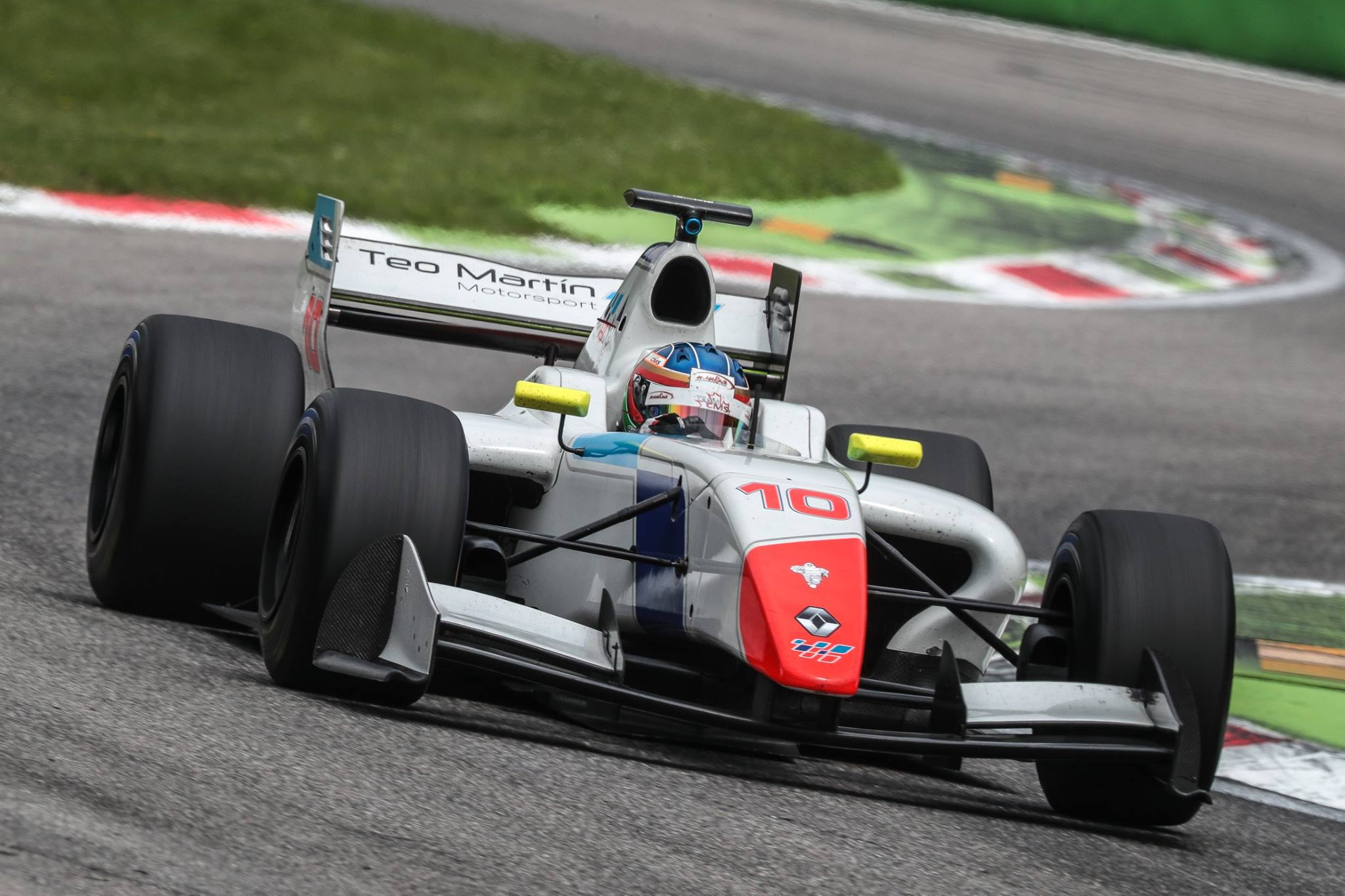
Nelson Mason pilotando en la Eurofórmula Open para Teo Martín en Monza (2017)

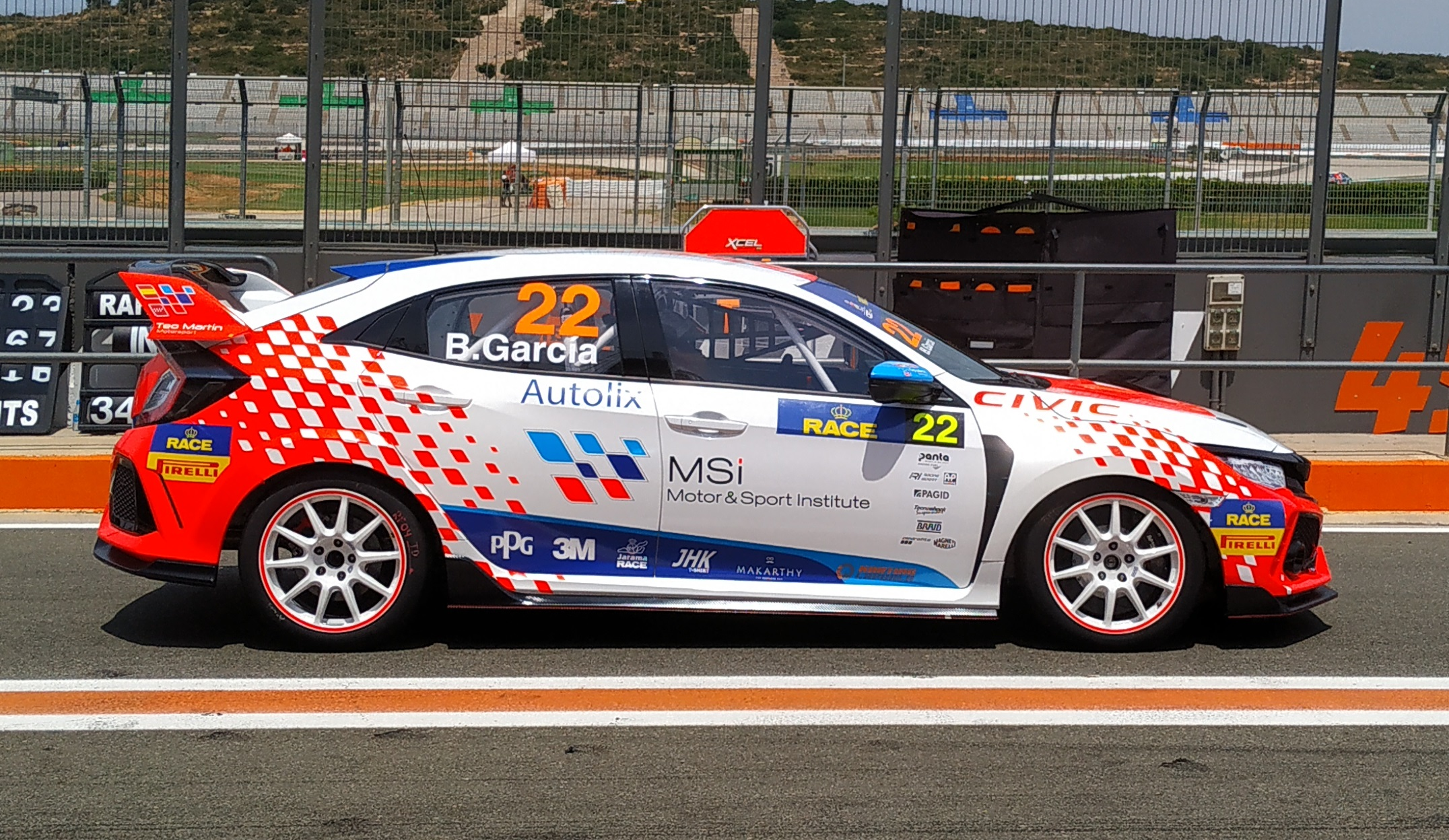
Borja García, campeón del CET 2019 con Teo Martín

En el 2012 Teo vuelve a la competición para patrocinar a Rubén Gracia durante las pruebas del Campeonato de España de Rallyes. Después de volver a patrocinar a varios pilotos más, en 2015 decide ir más allá reviviendo otra vez su escudería, esta vez como Teo Martín Motorsport. Participaron en el GT Open con un McLaren 650S GT3 pilotado por Miguel Ramos y Álvaro Parente. Lograron el campeonato de pilotos y quedaron subcampeones en el de escuderías a pesar de ser su primera temporada como equipo. Además, durante dos rondas pusieron otro McLaren en pista. Ese año en la categoría española de Car Cross de rallyes, sirvió al piloto Pepe López Planelles, que correría bajo el nombre de la escudería. 
En 2016 deciden unirse a la Fórmula V8 3.5 tras adquirir la estructura de DAMS y el personal de Pons Racing en esa categoría, y a la EuroFormula Open tras adquirir la estructura de Emilio de Villota Motorsport. En ambas categorías se coloca a Emilio de Villota Jr. como mánager. También participan otro año más en el GT Open, esta vez con dos BMW M6 GT3, logrando ganar el campeonato de equipos y quedando terceros y cuartos en el campeonato de pilotos. En la FV83.5 quedan sextos en el campeonato de escuderías con Visser y Kanamaru, mientras en la EFOpen quedan séptimos sin llegar a puntuar. En este campeonato llegaron a alinear a 4 pilotos en las 2 primeras rondas.
En 2017 firman a Konstantin Tereshchenko y a Nelson Mason para la Fórmula V8, pero el segundo sin presupuesto, sólo dura 5 rondas y es sustituido por Álex Palou, quien logra los mejores resultados del equipo esa temporada. La escudería no se presentó en la última ronda del campeonato, terminando quinta en el campeonato de 6 escuderías participantes regularmente. En el International GT Open participan con 3 BMW M6 GT3 en la primera ronda, pero con 2 en el resto. Pilotos portugueses, brasileños, el sueco Victor Bouveng y el español Fran Rueda formaron su plantel, siendo estos dos últimos los que hicieron un mejor papel quedando subcampeones. También quedaron subcampeones en el campeonato de escuderías por 2 puntos respecto al primero. En la Eurofórmula participaron con el español Eliseo Martínez y el brasileño Pedro Cardoso, de nuevo con resultados bastante pobres.
Para 2018 no siguieron en la Fórmula V8 tras el cierre del campeonato y decidieron apostar también por el karting y los eSports. En el GT Open terminaron terceros del campeonato absoluto poniendo tres BMW M6 GT3 en la parrilla. Además, lograron de nuevo el subcampeonato de pilotos con Fran Rueda y Andrés Saravia. En la EFOpen, compitieron a temporada completa con el holandés Bent Viscaal, con el segundo coche sólo ocupado en cinco de las diez rondas. Viscaal terminó subcampeón en el campeonato de pilotos y se llevó el trofeo al mejor rookie, esto le valió a la escudería para ser tercera en el campeonato de escuderías a 4 puntos del subcampeonato.
De cara a 2019, cambian de montura en el GT Open y pasan a contar con tres McLaren 720S GT3, siendo una temporada muy igualada en la lucha por el título: Rueda y Saravia que repiten quedan en cuarta posición final, pero el portugués Henrique Chaves y el croata Martin Kodrić logran tres puntos más y quedan terceros, empatados a puntos con los subcampeones. En la que fue su última temporada en la Eurofórmula Open, Lukas Dunner logró terminar tercero en la clasificación de pilotos, siendo el único de sus tres pilotos iniciales que pudo completar toda la temporada. Este año se produjo la vuelta del Campeonato de España de Turismos, y con él, la vuelta de Teo Martín a esta competición. Con dos Honda Civic Type-R, la escudería fue la mejor del campeonato, con un Borja García dominador de la temporada y un Tony Albacete que fue de menos a más. En 2020 y tras la cancelación de la temporada del CET, solo participan en el GT Open poniendo dos unidades en pista del McLaren 720S GT3. La pareja de portugueses formada por Henrique Chaves y Miguel Ramos logra el campeonato de pilotos por dos puntos, el brasileño Marcelo Hahn con el otro GT logra vencer en Pro-Am por uno, y la escudería se lleva también el campeonato de equipos. A pesar de este gran hito, no seguirían en el campeonato de cara a la siguiente temporada, y decidirían apostar por el ya consolidado Campeonato de España de F4.
La apuesta no salió bien pese a que casi toda la temporada 2021 pudieron poner tres coches con los mismos pilotos en pista, ya que sólo el serbio Filip Jenić pudo destacar algo alcanzando un podio e incluso una victoria en la última ronda, que le valieron para ser duodécimo en el campeonato de pilotos. De cara a 2022 y a pesar de tener que adquirir tres nuevos Tatuus F4-T421 para la nueva temporada, Teo Martín cerró el equipo de F4 tras la cuarta ronda tras haberse marchado Manuel Espírito Santo tras la segunda a Campos Racing, y empezar a lograr unos buenos resultados que no había podido alcanzar con Teo, y tras quedarse sin presupuesto Lola Lovinfosse para seguir en el campeonato. En 2021 también participaron de nuevo en el CET, donde de nuevo se proclamaron campeones de escuderías y pilotos gracias a los buenos resultados del salmantino Félix Aparicio.

### Cambio en el camino: Rallyes, organizador y motociclismo
Tras haber participado en la primera temporada del Súper Campeonato de España de Rally en 2019 con Daniel Marbán y Víctor Ferrero, en 2022 vuelven con un equipo oficial apoyado por Hyundai España. En este equipo, Pepe López se proclama campeón de España. Dicho año también se inician como organizadores, con la creación de la Toyota Gazoo Racing Iberian Cup que introduce al Toyota GR86 en los rallyes, y que tendría su copia en los circuitos en 2024, con la creación de la Toyota GR Cup Spain.
En 2023 se confirma el cambio con la estrategia del equipo al entrar por primera vez en el Campeonato Mundial de Motociclismo, creando un equipo junto a la empresa MT Helmets para participar en Moto3, contando con los pilotos Diogo Moreira y Syarifuddin Azman utilizando unas KTM. Moreira termina octavo del campeonato y logra una victoria en Mandalika.
En 2024, el MT Helmets – MSi también entra en el FIM CEV y en Moto2 quedándose la plaza de Pons Racing y fichando a los dos candidatos al título Sergio García y Ai Ogura. También esta temporada se inscriben por primera vez en el WRC 2 con un Toyota GR Yaris Rally2.

## MSI Motor & Sport Institute
En 2018, tras varios años en construcción, se inaugura el Motor & Sport Institute, unas instalaciones situadas en la localidad madrileña de Alcorcón que pasan a ser la nueva sede central del equipo, además de querer erigirse como un centro de referencia nacional en formación integral de pilotos, mecánicos e ingenieros de competición. El edificio consta de 12.000 m² y consta con claustros universitarios, zonas de fabricación de componentes avanzados, salones de cálculo y diseño, áreas de pruebas de chasis, motores y aerodinámica, un centro de biomecánica y desarrollo de pilotos, simuladores de conducción y una espectacular exposición con parte de la colección privada de coches de competición de Teo Martín.

## Temporadas
| Temporada | Series                      | Coche                                           | Rondas                                          | Victorias                                       | Poles                                           | VR                                              | Podios                                          | Pts.                                            | Pos.                                            | Pilotos destacados                              |
| --------- | --------------------------- | ----------------------------------------------- | ----------------------------------------------- | ----------------------------------------------- | ----------------------------------------------- | ----------------------------------------------- | ----------------------------------------------- | ----------------------------------------------- | ----------------------------------------------- | ----------------------------------------------- |
| 2015      | International GT Open       | McLaren 650S GT3                                | 7 de 7                                          | 4                                               | 7                                               | ?                                               | 12                                              | 107                                             | 2.º                                             | Álvaro Parente Miguel Ramos                     |
| 2016      | International GT Open       | BMW M6 GT3                                      | 7 de 7                                          | 5                                               | 2                                               | ?                                               | 10                                              | 95                                              | 1.º                                             | Fernando Monje Gustavo Yacamán                  |
| 2016      | Fórmula V8 3.5              | Dallara T12-Zytek ZRS03                         | 9 de 9                                          | 0                                               | 0                                               | 0                                               | 0                                               | 135                                             | 6.º                                             |                                                 |
| 2016      | Eurofórmula Open            | Dallara F312-Toyota                             | 8 de 8                                          | 0                                               | 0                                               | 0                                               | 2                                               | 0                                               | 7.º                                             |                                                 |
| 2017      | International GT Open       | BMW M6 GT3                                      | 7 de 7                                          | 4                                               | 4                                               | ?                                               | 8                                               | 98                                              | 2.º                                             | Fran Rueda Victor Bouveng                       |
| 2017      | World Series Fórmula V8 3.5 | Dallara T12-Zytek ZRS03                         | 8 de 8                                          | 1                                               | 3                                               | 1                                               | 4                                               | 198                                             | 5.º                                             |                                                 |
| 2017      | Eurofórmula Open            | Dallara F312-Toyota                             | 8 de 8                                          | 0                                               | 0                                               | 0                                               | 0                                               | 9                                               | 6.º                                             |                                                 |
| 2018      | International GT Open       | BMW M6 GT3                                      | 7 de 7                                          | 3                                               | 2                                               | 3                                               | 8                                               | 79                                              | 3.º                                             | Fran Rueda Andrés Saravia                       |
| 2018      | Eurofórmula Open            | Dallara F312-Toyota                             | 8 de 8                                          | 1                                               | 4                                               | 2                                               | 12                                              | 98                                              | 3.º                                             | Bent Viscaal                                    |
| 2019      | International GT Open       | McLaren 720S GT3                                | 7 de 7                                          | 4                                               | 2                                               | ?                                               | 13                                              | 134                                             | 2.º                                             | Henrique Chaves Martin Kodrić                   |
| 2019      | Eurofórmula Open            | Dallara F317 - Mercedes                         | 9 de 9                                          | 0                                               | 2                                               | 3                                               | 7                                               | 64                                              | 4.º                                             | Lukas Dunner                                    |
| 2019      | CET                         | Honda Civic Type-R                              | 6 de 6                                          | 4                                               | 3                                               | 7                                               | 13                                              | 500                                             | 1.º                                             | Borja García                                    |
| 2020      | International GT Open       | McLaren 720S GT3                                | 6 de 6                                          | 2                                               | 3                                               | 7                                               | 10                                              | 105                                             | 1.º                                             | Henrique Chaves Miguel Ramos                    |
| 2020      | CET                         | Temporada cancelada por la Pandemia de COVID-19 | Temporada cancelada por la Pandemia de COVID-19 | Temporada cancelada por la Pandemia de COVID-19 | Temporada cancelada por la Pandemia de COVID-19 | Temporada cancelada por la Pandemia de COVID-19 | Temporada cancelada por la Pandemia de COVID-19 | Temporada cancelada por la Pandemia de COVID-19 | Temporada cancelada por la Pandemia de COVID-19 | Temporada cancelada por la Pandemia de COVID-19 |
| 2021      | Campeonato de España de F4  | Tatuus F4-T014                                  | 7 de 7                                          | 1                                               | 0                                               | 0                                               | 2                                               | 60                                              | 6.º                                             |                                                 |
| 2021      | CET                         | Honda Civic Type-R                              | 5 de 5                                          | 7                                               | 3                                               | 8                                               | 17                                              | 772                                             | 1.º                                             | Félix Aparicio                                  |
| 2022      | Campeonato de España de F4  | Tatuus F4-T421                                  | 4 de 7                                          | 0                                               | 0                                               | 0                                               | 0                                               | 1                                               | 10.º                                            |                                                 |
| 2022      | TCR Spain                   | Hyundai Elantra N TCR                           | 5 de 5                                          | 4                                               | 1                                               | 3                                               | 15                                              | 640                                             | 2.º                                             | Alejandro Geppert                               |
| 2023      | Moto3                       | KTM RC250GP                                     | 20 de 20                                        | 1                                               | 1                                               | 0                                               | 3                                               | 136                                             | 9.º                                             |                                                 |
| Total     |                             |                                                 |                                                 | 41                                              | 37                                              | 34                                              | 136                                             |                                                 |                                                 | 4 , 4 , 3                                       |

## Resultados

### Fórmula V8 3.5 Series/World Series Fórmula V8 3.5
| Año  | Pilotos                 | Carreras | Victorias | Poles | VR | Podios | Puntos | Pos. | C.E. |
| ---- | ----------------------- | -------- | --------- | ----- | -- | ------ | ------ | ---- | ---- |
| 2016 | Yu Kanamaru             | 18       | 0         | 0     | 0  | 0      | 85     | 8.º  | 6.º  |
| 2016 | Beitske Visser          | 17       | 0         | 0     | 0  | 0      | 50     | 13.º | 6.º  |
| 2017 | Konstantin Tereshchenko | 16       | 0         | 0     | 0  | 1      | 94     | 8.º  | 5.º  |
| 2017 | Nelson Mason            | 9        | 0         | 0     | 1  | 0      | 42     | 11.º | 5.º  |
| 2017 | Álex Palou              | 6        | 1         | 3     | 1  | 3      | 68     | 10.º | 5.º  |